# Nowosław Sławiński
Nowosław Marceli Sławiński ps. Sław (ur. 1888, zm. 1915 pod Piotrkowem Trybunalskim) – polski malarz.
Studiował w krakowskiej Akademii Sztuk Pięknych, stał się osobą znaną latem 1913, kiedy to razem z Tadeuszem Saloni, który był studentem prawa Uniwersytetu Jagiellońskiego wyruszyli pieszo z Krakowa do Gdańska i z powrotem. Ich podróż opisała m.in. Gazeta Toruńska podając przebieg podróży. W sierpniu 1914 wstąpił do Legionów Polskich. Został zaszeregowany do 4 kompanii II baonu 5 Pułku Piechoty. Zginął podczas bitwy pod Piotrkowem Trybunalskim. 